# العلاقات الإيطالية الشمال مقدونية
العلاقات الإيطالية الشمال مقدونية هي العلاقات الثنائية التي تجمع بين إيطاليا وشمال مقدونيا.

## مقارنة بين البلدين
هذه مقارنة عامة ومرجعية للدولتين:
| وجه المقارنة                                              | إيطاليا                                                  | شمال مقدونيا                                               |
| --------------------------------------------------------- | -------------------------------------------------------- | ---------------------------------------------------------- |
| المساحة (كم2)                                             | 301.34 ألف                                               | 25.71 ألف                                                  |
| عدد السكان (نسمة)                                         | 60.60 مليون                                              | 2.08 مليون                                                 |
| الكثافة السكانية (ن./كم²)                                 | 201.1                                                    | 80.9                                                       |
| العاصمة                                                   | روما، فلورنسا، تورينو                                    | إسكوبية                                                    |
| اللغة الرسمية                                             | اللغة الإيطالية                                          | اللغة المقدونية، اللغة الألبانية                           |
| العملة                                                    | يورو، ليرة إيطالية                                       | دينار مقدوني                                               |
| الناتج المحلي الإجمالي (بليون دولار)                      | 1.93 تريليون                                             | 11.34 مليار                                                |
| الناتج المحلي الإجمالي (تعادل القوة الشرائية) بليون دولار | 2.26 تريليون                                             | 29.26 مليار                                                |
| الناتج المحلي الإجمالي الاسمي للفرد دولار أمريكي          | 29.96 ألف                                                | 4.85 ألف                                                   |
| الناتج المحلي الإجمالي للفرد دولار أمريكي                 | 35.46 ألف                                                | 16.25 ألف                                                  |
| مؤشر التنمية البشرية                                      | 0.873                                                    | 0.747                                                      |
| رمز المكالمات الدولي                                      | +39                                                      | +389                                                       |
| رمز الإنترنت                                              | .it                                                      | .mk                                                        |
| المنطقة الزمنية                                           | توقيت وسط أوروبا، ت ع م+01:00، ت ع م+02:00، أوروبا/روما ‏ | توقيت وسط أوروبا، ت ع م+01:00، ت ع م+02:00، أوروبا/سكوبيه ‏ |

## مدن متوأمة
في ما يلي قائمة باتفاقيات التوأمة بين مدن إيطالية وشمال مقدونية:
- ترتبط ليتشي مع إسكوبية باتفاقية توأمة.
- ترتبط تشرفارا دي روما مع محافظة ستروغا باتفاقية توأمة.
- ترتبط فيرارا مع بيتولا باتفاقية توأمة منذ 1960.
- ترتبط منيرفينو دي ليتشي مع نيغوتينو باتفاقية توأمة.

## منظمات دولية مشتركة
يشترك البلدان في عضوية مجموعة من المنظمات الدولية، منها:
| علم المنظمة | اسم المنظمة                               | تاريخ انضمام إيطاليا | تاريخ انضمام شمال مقدونيا |
| ----------- | ----------------------------------------- | -------------------- | ------------------------- |
|             | يونسكو                                    | ?                    | 28 يونيو 1993             |
|             | مؤسسة التمويل الدولية                     | 27 ديسمبر 1956       | 25 فبراير 1993            |
|             | المركز الدولي لتسوية المنازعات الاستشارية | 28 أبريل 1971        | 26 نوفمبر 1998            |
|             | مجلس أوروبا                               | 5 مايو 1949          | ?                         |
|             | منظمة حظر الأسلحة الكيميائية              | ?                    | ?                         |
|             | مؤسسة التنمية الدولية                     | 24 سبتمبر 1960       | 25 فبراير 1993            |
|             | منظمة التجارة العالمية                    | 1995                 | ?                         |
|             | منظمة الأمن والتعاون في أوروبا            | 25 يونيو 1973        | 12 أكتوبر 1995            |
|             | المنظمة الأوروبية لسلامة الملاحة الجوية   | 1996                 | 1998                      |
|             | وكالة ضمان الاستثمار متعدد الأطراف        | 29 أبريل 1988        | 19 مارس 1993              |
|             | الاتحاد البريدي العالمي                   | ?                    | ?                         |
|             | منظمة الشرطة الجنائية الدولية             | ?                    | ?                         |
|             | الأمم المتحدة                             | 14 ديسمبر 1955       | 8 أبريل 1993              |
|             | الاتحاد الدولي للاتصالات                  | 1866                 | 4 مايو 1993               |
|             | البنك الدولي للإنشاء والتعمير             | 27 مارس 1947         | 25 فبراير 1993            |

## وصلات خارجية
- موقع وزارة الخارجية الإيطالية